# Costa della Principessa Astrid
La costa della Principessa Astrid (centrata alle coordinate 70°45′S 12°30′E) è una parte della costa della Terra della Regina Maud, in Antartide. In particolare, la costa della Principessa Astrid si estende tra il meridiano 20°E, a est, e il meridiano 5°E, a ovest, e confina quindi a est con la costa della Principessa Ragnhild e a ovest con la costa della Principessa Marta.
Non tutti i paesi ritengono validi i confini sopraccitati, nel 1973, infatti, il ministero dell'industria della Norvegia, che rivendica il possesso della Terra della Regina Maud, fissò i confini della costa della Principessa Astrid in corrispondenza di capo Sedov (69°30′S 14°45′E), a est, e della lingua di ghiaccio Troll (69°30′S 0°30′W), a ovest.
Davanti alla costa, tra le longitudini 12°50'E e 15°55'E,  si estende la piattaforma di ghiaccio Lazarev. Stando alla definizione norvegese dei confini, il fronte della parte occidentale della costa è occupato dalla piattaforma di ghiaccio Fimbul, estesa tra le longitudini 3°W e 3°E.

## Storia
La costa della Principessa Astrid è stata scoperta nel marzo 1931 dal capitano H. Halvorsen, comandante della nave Sevilla, e battezzata con il suo attuale nome in onore di Astrid di Norvegia, figlia del futuro re di Norvegia Olav V.
Il settore a ovest del meridiano 18°E fu parte della Nuova Svevia, territorio esplorato e rinominato dalla Germania tra il 1938 e il 1939.
In questa regione sono presenti due basi di ricerca permanenti, l'indiana Maitri e la russa Novolazárevskaya, e la base di ricerca estiva norvegese Tor. Un'altra base indiana, la Dakshin Gangotri, è stata chiusa nel 1990.

Stando ai confini considerati dalla Norvegia, anche la base di ricerca permanente norvegese Troll e quella estiva tedesca Kohnen, si trovano sulla costa della Principessa Astrid.